# エルロン・エレクトリック・インダストリーズ
エルロン・エレクトリック・インダストリーズ（Elron Electronic Industries Ltd.）は、イスラエルのテルアビブに本拠を置くIDB・デベロップメント社が保有する技術系投資企業。アルゼンチン、ブエノスアイレス出身在住の富豪、エドゥアルド・エルシュタインを中心とする投資家グループで設立された「IDB Development Company Ltd.」社の技術系投資部門となっている。
1962年の設立以来、30を超える企業の設立、資金調達、開発などに関わっており、イスラエル、ハイテク産業基盤の一つと見做されている。エルロンの主な投資先として、医療技術、電気通信、クリーン・テクノロジー、半導体、情報技術、航空宇宙産業などが挙げられる。

## 社史

### 黎明期
エルロンは1962年、イスラエル空軍の将校であったダン・トルコフスキーが興したベンチャーキャピタルファンド、ディスカウント・インベストメント・コーポレーションの支援を受けたウジア・ガリル（Uzia Galil）によって設立された。ガリルは1947年にイスラエル工科大学を卒業し、1948年イスラエル海軍に入隊し無線システムの保守責任者として従事している。1952年、ガリルは電気工学の修士号を取得するためアメリカのパデュー大学に派遣されている。米国に在学中はモトローラの研究室に勤めており、世界初のカラーテレビを開発した研究チームの一員であった。しかし、1954年、4年の兵役を果たすため海軍に戻っており、そこでディスカウント・インベストメント社から研究資金の提供を受けている。

### エルロン設立
米国のモトローラで働いた経験から、ハイテク産業に関心を持ったガリルは、イスラエル初のハイテク企業のスタートアップを始めることを決意している。海軍に在籍しながら友人であったベンジャミン・サンドラー（Benjamin Sandller）と共にハイファで会社を立ち上げ、その後、ハイファ技術学校の教師であった友人、ギデオン・キルシュナー（Gideon Kirshner）が余暇を利用しエルロンに参加している。また、エルロン初となる製品は医療や電子機器向けの測定装置であった。1958年にガリルは海軍を退官するが、会社は十分な収入を生み出しておらず、イスラエル工科大学の物理学研究所での仕事を得ている。そこで当時、航空工学教授だったモーシェ・アレンスがガリルにダン・トルコフスキーを紹介している。そこでガリルのアイデアに魅了されたトルコフスキーは、ディスカウント社の取締役会を説得し、エルロンに対し資金提供が行われている。エルロンは1962年に資本金16万ドルで正式に設立し、3年の間で年間収益額は100万ドルに達している。

### 初の合弁事業
1966年、当時の国防副大臣であったシモン・ペレスは、エルロンとガリルを訪問しており、そこで防衛用途のミニコンピューターの開発を行う会社の設立をするよう説得している。当初「エルビット・コンピューター」と呼ばれた新しく設立された企業は、イスラエル国防省とエルロンによる50:50出資による合弁企業であった。1967年に最初の製品である「Elbit-100ミニコンピューター」を発売している。エルロンは長年にわたって進化したことで、多国籍防衛エレクトロニクス企業であるエルビット・システムズへと成長している。

### エルシントの設立
1969年、ガリルはイスラエル工科大学で博士号を取得したばかりの非常に優秀であったエンジニア、アブラハム・スハミ（Avraham Suhami）を説得し、医療およびサイエンス・ソリューションズの開発に注力する新しい会社エルシント（Elscint）を設立している。「electronic（電子的） and scientific（科学的）」から採られた新興企業は、トルコフスキーの支援によって設立されている。エルシントはMRIやCTスキャナーなどの医療用画像機器を開発している。1972年、エルシントはイスラエル企業としては初となるNASDAQに新規株式公開を行っており、1996年までに、エルシントの収益は3億1,100万ドルにまで達している。

### 1980年以降の成長
1981年、エルロンはプリント基板、薄膜トランジスタおよびLCDディスプレイアセンブリ産業向け機器メーカーであるオアボテック（Orbotech）社の設立に関与している。
1983年、ベングリオン国際空港のラウンジでフライトを待っていたガリルは偶然出会ったスタンフォード大学の学者であるレヴィ・ゲルツバーグ（Levy Gerzberg）に対し資金提供を行っている。1981年にデジタル信号処理の開発を行っていた企業、ゾラン・コーポレーションを設立しており、技術開発に追加資金を必要としていた。1995年、ゾランはNASDAQで最初の公募を行い、後にDVDやデジタルカメラなどの家電製品向けの完全なOEMのリーディングプロバイダーとなっており、2007年の年間収益は5億ドルを超えている。 
1996年、エルビットは3つの独立した会社へ分割されている。
- エルビット・メディカル・イメージング（英語版）

1999年から2000年にかけてエルシントとエルビット・メディカル・イメージングは、イメージング事業をGEヘルスケア及び、ピッカー社（現:フィリップス・メディカル・システムズ）へ約6億ドルで売却。
- エルビット・システムズ

防衛エレクトロニクス部門として設立され、NASDAQ株式市場で新規株式公開（IPO）を行っており、取引初日は7,75ドルの値を付け終了している。その時価総額は50億ドル（約5,500億円）を超える。
- エルビット

民間通信事業会社として独立し、1999年イスラエル初のGSMオペレーターとなった「パートナー・コミュニケーション・カンパニー」社設立時のコンソーシアムを主導した。2002年エルビットはエルロンに統合されている。エルロンは2003年から2006年にかけパートナー社の株式を約1億6,000万ドルで売却している。
1998年、医療診断用ビデオカプセルの開発元であるギブン・イメージングを設立。2012年エルロンは創立50周年を迎え、医療機器への投資のみに集中することを発表している。